# DJ Тенгиз
DJ Тенгиз (настоящее имя — Дени́с Никола́евич Чернышо́в) (19 ноября 1972, Ленинград) — российский музыкальный продюсер, звукорежиссёр, диджей, автор песен, рэпер, продюсер проектов Мистер Малой и Пьянству Бойс. Псевдоним Тенгиз получил из-за того, что читал рэп с кавказским акцентом. Сделал миксинг и мастеринг нескольких тысяч рэп песен. Одна из цитат о DJ Tengiz: «Этот человек сделал так, чтобы русский рэп можно было слушать!»

## Биография
Родился в 1972 году в Ленинграде. В 1991 году в составе группы «Термоядерный Джем» занял первое место на всесоюзном фестивале рэп-музыки «Рэп-пик-91», проходившем в Ленинградском Дворце Молодёжи (ЛДМ). В 1991 году основал студию «Доремикс». С 1992 года в соавторстве с Садыковым Мераби Джалиловичем (Хот) начал писать тексты и музыку для проекта Мистер Малой. В 1995 году начал выступать как клубный диджей. В 1996 год основал рэп-группу «Пьянству Бойс». Портал Rap.ru назвал «Пьянству Бойс» «самым удивительным проектом в российском хип-хопе». C 1999 по 2003 год работал в Москве на студии «Миксмедиа» в качестве саунд-продюсера и звукорежиссёра проектов Децл, Bad B. Альянс, Шеff. C 2003 по 2007 год участвовал в создании саундтреков для компьютерных игр (Ядерный титбит, Невский титбит). Компьютерная игра «Ядерный Титбит Flashback» получила награду «Лучший квест 2004» на всероссийской церемонии награждения Gameland Awards. В 2005 году совместно с группой «Братья Улыбайте» записал песню «Етти (версия 2005)», видеоклип на которую получил приз Rambler Vision Awards 2006. С 2006 по 2010 год организовывал в клубе «Грибоедов» фестивали «Читальный Зал» и «Rap City Piter». С 2010 года работает в США на собственной звукозаписывающей студии «TenDJiz Miami Studio».

## Дискография

### 1991—2000
- Термоядерный Джем (T-Jam) «Рапиристы» (1992) (композитор, соавтор текстов, МС, рекординг, миксинг)
- Мистер Малой «Буду пАгибать мАлодым» (1994) (композитор, соавтор текстов, рекординг, миксинг, мастеринг)
- «Игорь’с Поп Шоу» (1994) (композитор/соавтор текста: Мистер Малой «Хрум Шоколадка»)
- Два Птеродактиля «Танцор Диско» (1996) (рекординг, миксинг)
- Мистер Малой «Лови кураж» (1997) (композитор, соавтор текстов, рекординг, миксинг, мастеринг)
- «Двигай Попой! 3» (1997) (композитор/соавтор текста: Мистер Малой & Наталья Ветлицкая «Лови кураж»)
- «Двигай Попой! 4» (1997) (композитор/соавтор текста: ДК ДЭНС «Мальчик хочет в табло», соавтор текста: Павел Кабанов «Скинь на пейджер»)
- «Hip Hop Info 6» (1999) (мастеринг, композитор/соавтор текста/МС: Пьянству Бойс «Алфавит»)
- DJ Tengiz «Bad Funk Mix» (1999) (миксинг, мастеринг)
- Фестиваль Rap Music 1999 (1999) (рекординг, миксинг, мастеринг)
- «Грибоедов Music» (2000) (композитор/соавтор текста/МС: Пьянству Бойс «Алфавит»)
- ШЕFF «Имя - ШЕFF» (2000) (рекординг, миксинг, композитор: «Алилуйа», «Философия улиц»)
- Фестиваль Rap Music 2000 (2000) (рекординг, миксинг, мастеринг)
- «Голос Улиц 2» (2000) (рекординг, миксинг: Супа Няма «Жарю парю рэп»)
- «Голос Улиц 3» (2000) (мастеринг, композитор/соавтор текста/МС: Пьянству Бойс «Буду покупать», композитор: Голос Донбасса и Шеff «Родом из Донбасса»)
- «Битва Ди-Джеев 2» (2000) (мастеринг)
- Sprite «Зеркала» (2000) (Музыка для рекламы, рекординг, миксинг, композитор)

### 2001—2010
2001
- Bad Balance «Каменный Лес» (2001) (миксинг 5 песен)
- Децл «Уличный Боец» (2001) (рекординг, миксинг, композитор: «МС Кулак»)
- Pepsi Mix" (2001) (композитор: Децл «Мои слезы моя печаль 2 step rmx»)
- Bad B. Альянс «Новый мир» (2001) (рекординг, миксинг, композитор: «Кто сказал?», «Пойми пацан»)
- N’Pans «Чёрная сторона легального Бизне$$а» (2001) (рекординг, миксинг, композитор: «Подстава», «Я устал»)
- «Hip Hop Info 7» (2001) (мастеринг)
- «Hip Hop Info 8» (2001) (мастеринг)
- «Неон Rap Микс 3» (2001) (мастеринг)
- Белые Братья «К. П. С. С. В» (2001) (мастеринг)
- Группа. В. Ухо «Солнечный Рэп» (2001) (мастеринг)
- Муз-Тв «Наше лето» (2001) (композитор/соавтор текста: Муй «Стремный Чувак»)
- Восточный Удар «Война и мир» (2001) (композитор: DJ Тенгиз «Не грусти»)

2002
- Пьянству Бойс «А и Б сидели на игле» (2002) (композитор, соавтор текстов, MC, рекординг, миксинг, мастеринг)
- Мистер Малой «Курил. Бухал…» (2002) (композитор, соавтор текстов, рекординг, миксинг, мастеринг)
- Белый Шоколад «Три символа» (2002) (рекординг, миксинг, мастеринг, композитор: «Мама, папа», «Стиль из России», «Королева Ночей», «Москва», «Белый Шоколад»)
- Bad Balance «Мало по малу» (2002) (миксинг 1 песни)
- «Rap Прорыв 3» (2002) (мастеринг)
- «R’N’B для любви 2» (2002) (мастеринг, композитор: М. Насыров «Девственница» 2 Step rmx, Мастр Шeff & Лигалайз «Joseffina» 2 Step rmx)
- «Рэп на 100 % № 1» (2002) (рекординг, миксинг, композитор: Голос Донбасса и Шеff «Родом из Донбасса»)
- «Рэп на 100 % № 2» (2002) (рекординг, миксинг 4 песни, композитор: Купер «Хороший день», Пьянству Бойс «Синька-мурка», Bad B «С новым Годом»)

2003
- Мастер ШЕFF «Мастер слога ломаного» (2003) (рекординг, миксинг, композитор: «Куда улетает мой ум?», «Жду перемен», «Люби меня», «Я уважаю»)
- Bad B Alliance «Новый Мир» (2003) (рекординг, миксинг, композитор: «Пойми пацан», «Кто сказал?»)
- Маруся «Девочка Джунглей» (2003) (миксинг 2 песни)
- «Рэп на 100 % № 2» (2003) (миксинг 2 песни, композитор 2 песни)
- Голос Донбасса «Сила чёрного пояса» (2003) (рекординг, миксинг, композитор: «Сила черного пояса»)
- Жорик «Уличная Сказка» (2003) (миксинг 2 песни)
- «Новости От Rap Recordz» (2003) (композитор/соавтор текста/МС: Пьянству Бойс «Раз-Два-Три»)

2004
- Мистер Малой и Пьянству Бойс «Шлак-Дональдс» (2004) (композитор, соавтор текстов, рекординг, миксинг, мастеринг)
- Сборник Rap.Ru (2004) (миксинг 2 песен, композитор/соавтор текста/МС: Пьянству Бойс & Лигалайз «Мишанин Шан»)
- Bad B «Память о Михее» (2004) (рекординг, миксинг, композитор: «С Новым Годом!»)
- Al Solo «Она была сукой» (2004) (миксинг 5 песен)
- «Девушки атакуют — Сборник женского рэпа» (2004) (миксинг 2 песни, композитор: Miss T «Институт»)
- «Rapland Music.RU» (2004) (композитор: Ветал (iSQUAD) «ВЕТклиника»)

2005
- DJ Soulviet «Soviet Soul Mix» (2005) (миксинг, мастеринг)
- Мистер Малой «Малекула (live)» (2005) (рекординг, миксинг, мастеринг)
- Мистер Малой «Бэстолочь» (2005) (рекординг, миксинг, мастеринг, композитор)
- Мистер Малой «Пей мАлоко!» (2005) (рекординг, миксинг, мастеринг, композитор)
- Мистер Малой. Пьянству Бойс. Полная каЛ-Лекция MP3" (2005) (рекординг, миксинг, мастеринг, композитор, МС)
- «Руки прочь от Майкла Джексона!» (2005) (рекординг, миксинг, мастеринг)
- «Грибоедов Music 7» (рекординг/миксинг/композитор: Мистер Малой и Кефир «Ленинград»)
- DJ Tengiz «iRap Mixtape» (2005) (рекординг, миксинг, мастеринг)
- Маэстро Ти «Оригинальный мяХХкий» (2005) (рекординг, миксинг, мастеринг)
- Personage Marz «Здесь мой дом» (2005) (рекординг, миксинг, мастеринг)
- E-Smile «Наваждение» (2005) (рекординг, миксинг, мастеринг)
- «Саунд-4ек» (2005) (рекординг, миксинг, мастеринг)
- Umbriaco «Эврика» (2005) (миксинг 1 песня)
- Fucktory «Fucktory» (2005) (миксинг 1 песня)
- 100 PRO «Сотка. Mixed by DJ Lenar» (2005) (миксинг 3 песни)
- «Питерский хип-хоп 2. Новое и лучшее» (2005) (миксинг 2 песни)
- «Новости от Rap Recordz 4» (2004) (композитор 2 песни)

2006
- Пленит Продукт «Суперстёб» (2006) (рекординг, миксинг, мастеринг)
- «Читальный Зал» (2006) (рекординг, миксинг, мастеринг)
- Тени Улиц «Крепче читки бой» (2006) (рекординг, миксинг, мастеринг)
- Тери/Мари «Поток, ручей, река…» (2006) (рекординг, миксинг, мастеринг)
- «Х лет Радио Рекорд» (2006) (композитор/соавтор текста/МС: «Руки прочь от Майкла Джексона»)
- «Hard Lunch MixTape» (2006) (рекординг, миксинг, мастеринг)
- Fucktory «Да будет bounce!» (2006) (миксинг, мастеринг)
- «Орден Россов ft. Mad-A» (2006) (рекординг, миксинг, мастеринг)
- Стороны RA «Светосны» (2006) (миксинг, мастеринг)
- Fucktory mixtape «Rhythm & Bounce» (2006) (миксинг, мастеринг)
- Розовые очки от ferre «Мы могли бы и на додже поехать» (2006) (мастеринг)
- Kunteynir «Вес» (2006) (мастеринг)
- «We are 2.99. vol. 1» (2006) (мастеринг)
- Drago «Новый Русский Рэп. The Mixtape» (2006) (миксинг 1 песня)
- «Hip-Hop Nord West 2» (2006) (миксинг 2 песни)
- «Hip-Hop Nord West 3» (2006) (миксинг 1 песни)
- «Rap-style. vol. 3. RA Productions. International Murda!» (2006) (миксинг 1 песни)
- «Intetnational Murda 2: Peace, Love & Murda» (2006) (миксинг 1 песни)

2007
- CENTR «Качели» (2007) (миксинг 1 песни, мастеринг)
- Одна любовь на миллион. Музыка к фильму" (2007) (композитор/соавтор текста: «Буду пАгибать мАлодым»)
- Gunmakaz «Fанаты Fанка EP» (2007) (мастеринг)
- Micromatics «Амбиции первоначально были другие» (2007) (мастеринг)
- Kunteynir «Блёвбургер» (2007) (мастеринг)
- Хок «Письма другу» (2007) (мастеринг)
- «Hip-Hop из под каблуков» (2007) (мастеринг)
- Sector F «Рядом с улицей Бога» (2007) (мастеринг)
- «Streetnewz» (2007) (мастеринг)
- Ghetto Voice Flava «Stay Real» (2007) (рекординг, миксинг)
- Mal Da Udal «Месиво» (2007) (миксинг 2 песни)
- Martini Ice «Shake It» (2007) (миксинг 1 песня)
- «Алмазы R’n’B» (2007) (миксинг 4 песни)
- «Сливки R’n’B» (2007) (миксинг 4 песни)
- «R’n’B Style (fresh Russian Edition)» (2007) (миксинг 3 песни)
- «Hip-Hop Nord West 4» (2007) (миксинг 3 песни)
- «Underground Sound 3» (2007) (миксинг 3 песни)
- «Главный Хип-Хоп» (2007) (миксинг 1 песня)
- «Rapsbornik.ru 3» (2007) (миксинг 2 песни)

2008
- Зелёный Синдром «Жизнь продолжается» (2008) (рекординг, миксинг, мастеринг)
- D.Masta «White Star» (2008) (миксинг 4 песни)
- International Treatment Preparedness Coalition «Я Не Другой» (2008) (миксинг, мастеринг)
- Instrumental Boutique vol.2 (2008) (мастеринг)
- Hip-Hop для Гурманов 2 (2008) (мастеринг)
- НеБезДари «Некогда» (2008) (мастеринг)
- DJ Flacky «Russo Turisto» (2008) (мастеринг)
- Чёрная экономика «Собаки Лают — Караван Идет» (2008) (мастеринг)
- Stereobro «Афера» (2008) (рекординг, миксинг, мастеринг)
- «Гардариканцы» (2008) (миксинг 8 песен)
- «Сливки R’n’B» (2009) (миксинг 2 песни)

2009
- Affect «Аффекто-Мело-Психо-Камеди-Драматургия» (2009) (миксинг, мастеринг)
- Def Joint «Опасный Джоинт» (2009) (миксинг 2 песни)
- Джи Вилкс «Биолоджи» (2009) (миксинг 2 песни)
- Mal Da Udal «International Thug» (2009) (миксинг, мастеринг)
- Hip-Hop для Гурманов 3 (2009) (мастеринг)
- Base (НеБезДари) «Добрый Бес» (2009) (мастеринг)
- НеБезДари «Родинка» (2009) (мастеринг)
- Hann «Прибой грез» (2009) (мастеринг)
- X-Rate «Unda Fire» (2009) (мастеринг)
- Stereobro «Грязный Рэп» (2009) (мастеринг)
- Ace «Исполняя роли» (2009) (рекординг, миксинг, мастеринг)
- Papazz «Voice» (2009) (рекординг, миксинг, мастеринг)
- Papazz «Menu» (2009) (миксинг 1 песня)
- Элита Рэпа" (2009) (миксинг 3 песни)

2010
- Джи Вилкс «3G» (2010) (миксинг, мастеринг)
- Святые из Хрущоб «С1Х» (2010) (рекординг, миксинг, мастеринг)
- Элкей «Жажда» (2010) (рекординг, миксинг, мастеринг)
- Instrumental Boutique vol.3 (2010) (мастеринг)
- Бойкот «НЕобходимость» (2010) (мастеринг)
- Брол «крАСАВцы» (2010) (мастеринг)
- Ушат Грязи «Чистым взглядом» (2010) (мастеринг)
- Ace «На память» (2010) (мастеринг)
- И-Смаил «Соул Перец» (2010) (рекординг, миксинг, мастеринг)
- Astronaft «Redshift» (2010) (мастеринг)

### 2011-2012
2011
- Wingz «We Can» (2011) (мастеринг)
- YNG «NoSleepTillBoogie» (2011) (рекординг, миксинг, мастеринг, композитор: «Miami»)
- Vurn «Elevation» (2011) (рекординг, миксинг, мастеринг)
- TenDJiz «2010GIZ. New Miami Mixtape» (2011) (композитор 6 песен из 20, рекординг, миксинг, мастеринг)
- TenDJiz «De La Soulviet» (2011) (композитор 12 песен, миксинг, мастеринг)
- Rabbid «Mental Breakdown EP» (2011) (рекординг, миксинг, мастеринг)
- Pat K «Ghost. Alive» (2011) (рекординг, миксинг, мастеринг)
- Streets Buchanon «G.O.D.» (2011) (миксинг, мастеринг)
- Escaleno «Dance of The Nomads» (2011) (рекординг, миксинг, мастеринг)
- Kuumba «Communication Theory» (2011) (композитор: «Bohemian Bitch», рекординг, миксинг, мастеринг)
- POLO «Hip-Hop Fixtape» (2011) (композитор: «World In My Hand», рекординг, миксинг, мастеринг)
- Shanetane «My Life And Women» (2011) (рекординг, миксинг, мастеринг)
- Finess «Lost And Found Mixtape» (2011) (мастеринг)
- AB4F «DadeTronic» (2011) (мастеринг)
- F.Y.P.M «Pay Day» (2011) (мастеринг)
- DОБРЫЙ SKIFF «Олимпийский Гризли» (2011) (мастеринг)
- N’Pans «Живее всех живых» (2011) (мастеринг)
- Mike Mutantoff «ТрансZитный» (2011) (музыка и сведение 2 песни, мастеринг)
- Странник СТК «53 недели» (2011) (миксинг, мастеринг)
- Ближни Свет «Ипи 2011» (2011) (мастеринг)
- DJ Nik One «proDUCKtion» (2011) (мастеринг)
- Джи Вилкс «Джир» (2011) (миксинг, мастеринг)
- Брол и Эсп «Добро пожаловать в область» (2011) (мастеринг)

2012
- «The Executive Suite» (2012) (мастеринг, миксинг 4 песни)
- DJ Shipa «Back To The Roots» (2012) (миксинг, мастеринг)
- Phresh James «U.L.P» (2012) (рекординг, миксинг песни «U.L.P»)
- Кажэ Обойма «Катарсис» (2012) (мастеринг)
- Рем Дигга «Крокодил Говорит» (2012) (мастеринг)
- TenDJiz «Q-Tipokratiya» (2012) (композитор 10 песен, миксинг, мастеринг)
- TenDJiz «CommoNasm» (2012) (композитор 10 песен, миксинг, мастеринг)
- Гуф «Сам и…» (2012) (мастеринг)

## Публикации
- DJ Тенгиз и Пьянству Бойс в журнале «Хулиган» (июнь 2003)
- Tengiz Recordz в журнале «Billboard» (апрель 2007)
- DJ Тенгиз в журнале «Афиша» (май 2006)
- DJ Тенгиз и Пьянству Бойс в журнале «100 %» (май 2002)
- Статья DJ Тенгиза «Рецепты Доктора Дре» в журнале «Invox» (май 2005)
- Статья DJ Тенгиза «Боевые машины Хип-Хопа» для сайта HipHop.Ru (недоступная ссылка)
- Журнал «Птюч» про DJ Тенгиза (№ 1-2 2000)
- Грани.ру: Рецензия на альбом Пьянству Бойс «А и Б сидели на игле»
- Мистер Малой и Пьянству Бойс - эксклюзивное интервью для Rap.Ru (2004)
- Пьянству Бойс А и Б сидели на игле (Рецензия Rap.Ru) (2004)
- DJ Tengiz - iRap Mixtape (Tengiz Records, 2005) (Рецензия Rap.Ru) (2006)
- Мистер Малой про DJ Тенгиза в журнале «Что Делать» (июнь 2006)
- Мистер Малой про DJ Тенгиза в журнале «Hi-Fi & Music» (октябрь 1995) (недоступная ссылка)
- МС Молодой про DJ Тенгиза в журнале «Bravo» (май 2005)
- Журнал «Афиша» про группу «Братья Улыбайте» и DJ Тенгиза (март) 2005
- DJ Тенгиз и Tengiz Records в д/ф «Pietari Underground» Финляндия (2006)